# Tartá
Vinícius Silva Soares, conhecido como Tartá (Rio de Janeiro, 13 de abril de 1989), é um ex-futebolista brasileiro que atuava como como meia e atacante. Atualmente, é comentarista da FluTV.
Ganhou o apelido ainda nas categorias de base do Fluminense, devido ao seu aspecto físico semelhante ao de uma tartaruga. .
Jogou por vários times tradicionais no futebol como Fluminense, Atlético Paranaense, Goiás, Críciuma, Bragantino, entre outros.

## Carreira

### Fluminense
Tartá foi revelado pelo Fluminense e começou a atuar profissionalmente no final de 2007 e sua primeira partida foi a vitória de 2-0 sobre o Figueirense no dia 31 de outubro de 2007, onde anotou um gol.
Veloz e habilidoso foi destaque do Fluminense na Copa São Paulo de Futebol Júnior de 2008. Participou do elenco vice-campeão da Copa Libertadores da América de 2008. Atuou em 40 jogos nesta temporada.
Para a contratação de Darío Conca pelo Fluminense, metade dos direitos federativos de Tartá e de Maicon foram vendidos para a Traffic.

### Atlético Paranaense
Mal aproveitado no Fluminense, a jovem promessa do futebol brasileiro foi emprestada ao Atlético Paranaense até o fim do ano, mas foi devolvido em julho de 2010, pois a concorrência para a posição era muito grande.

### Retorno ao Flu
Retornou ao Fluminense e ajudar a decidir um clássico contra o Vasco da Gama no Brasileiro.
Entre 2007 e 2011, Tartá disputou 89 partidas, marcou 12 gols e deu cinco assistências pelo Fluminense.

### Kashima Antlers
No dia 27 de julho de 2011, acertou sua transferência por empréstimo para o Kashima Antlers do Japão até o fim do ano.

### Vitória
No dia 23 de janeiro de 2012, Tartá acerta com o Vitória por empréstimo, até o final do ano. Iniciou sua passagem pelo clube baiano como reserva e, após atuações destacadas nas finais do Campeonato Baiano, passou a ser titular da equipe. Algum tempo depois, já alternando boas e más atuações, acabou voltando ao banco de reservas na maioria dos jogos. Apesar de ser reserva, Tartá permanecia como uma das principais opções para o setor no elenco do Vitória.
Em 22 de setembro de 2012, num jogo em casa contra o Goiás, o empate em 1 a 1 permanecia até que, aos 24 do segundo tempo, Tartá faz 2 a 1 para o Vitória. Posteriormente, Elton ampliou para 3-1, resultado que firmou a 11ª partida sem derrotas do clube na boa campanha da Série B. Ao fim do ano, após participar de toda a campanha que garantiu o retorno do Vitória à primeira divisão do futebol brasileiro, Tartá retornou ao Fluminense.

### Criciúma
Em 2 de janeiro de 2013, acertou com o Criciúma. Fez seu primeiro gol pelo clube contra o Avaí na vitória por 1 a 0 em 4 de maio de 2013, classificando o time para final do Campeonato Catarinense após perder a partida de ida por 3 a 2. No clube conquistou o título contra a Chapecoense.

### Goiás
Sem muito espaço no Criciúma, em 1 de julho de 2013, Tartá rescindiu o contrato, e foi novamente emprestado, desta vez, para o Goiás.

### Joinville
Em 2014 assina para a jogar a série B pelo Joinville.

### Bragantino
Em 2016 passou pelo Bragantino, onde disputou 20 jogos e não marcou nenhum gol.

### América-RN
Em novembro de 2020, reforçou o América-RN na Série D do Campeonato Brasileiro.

### União Cacoalense
No início de 2022, acertou com o União Cacoalense para a disputa do Campeonato Estadual.

### Maricá FC
Em março de 2023, foi anunciado pelo Maricá Futebol Clube para a disputa da Série A2 do Campeonato Carioca.

## Títulos
Fluminense
- Campeonato Brasileiro: 2010[carece de fontes?]

Atlético Paranaense
- Torneio Cidade de Londrina: 2010[22]

Kashima Antlers
- Copa da Liga Japonesa: 2011[carece de fontes?]

Criciúma
- Campeonato Catarinense: 2013[carece de fontes?]